# ادوارد شهید
ادوارد ملقب به ادوارد قدیس شهید (به انگلیسی: Saint Edward the Martyr) (زادهٔ در حدود ۹۶۳ - درگذشتهٔ ۱۸ مارس ۹۷۸، روز عید: ۱۸ مارس) پادشاه انگلستان از ۹۷۵ تا هنگام کشته شدنش در ۹۷۸ بود.

## زندگینامه
ادوارد فرزند شاه ادگار (حکومت ۹۵۹-۹۷۵) از همسر اولش الفلدا و برادر بزرگتر اتلرد بود. ادگار در ۹۷۵ درگذشت و گروهی درصدد بر تخت نشاندن پسر کوچک او اتلرد برآمدند، اما دیری نپایید که ادوارد به عنوان شاه جدید انتخاب شد و قدرت را در دست گرفت.
دوران حکومت ادوارد شاهد بروز واکنش‌هایی نسبت به اصلاحات و سیاست‌های رهبانی‌گرایانه و تارک دنیایی پدرش ادگار بود و فردی به نام الفیر (به انگلیسی: Aelfhere) از ریش‌سفیدان مرسیا رهبری این حرکت‌های ضد رهبانی‌گرایی را برعهده داشت. اما چنین برمی‌آید که ادوارد کوچکترین نقشی در این واکنش‌ها نداشته‌است.
ادوارد در ۱۸ مارس ۹۷۸ هنگامی که به ملاقات اتلرد بدسگال در کُرف رفته بود به قتل رسید. به‌دنبال این اتفاق برادرش اتلرد بدسگال جانشین او شد. اما مشخص نیست که آیا او در قتل برادرش دست داشته‌است یا خیر. همچنین در برخی از منابع آمده است که ادوارد توسط حامیان مادرخوانده‌اش الفریدا کشته شده‌است.
با مرگ ادوارد بسیاری بر سوگ او نشستند و گفته شد که بقایای او معجزه می‌کند. ادوارد را در سال ۱۰۰۱ در زمرهٔ مقدسان شمردند و او را شهید لقب دادند.